# Au nom du père (film, 1972)
Pour les articles homonymes, voir Au nom du père.
Pour plus de détails, voir Fiche technique et Distribution.
Au nom du père (titre original : Nel nome del padre) est un film italien réalisé par Marco Bellocchio en 1971 et sorti en salles en 1972 en Italie.
Absolument critique à l'égard de l'enseignement confessionnel, Bellocchio livre ici un pamphlet à la tonalité radicalement contestataire.

## Synopsis
Un collège de jésuites à la fin des années cinquante. Les élèves sont humiliés par les brimades et assommés par la discipline. Les professeurs sont à la limite de la névrose. Deux élèves, Franc et Angelo, aux personnalités pourtant dissemblables, refusent le joug imposé par les religieux.

## Fiche technique
- Titre : Au nom du père
- Titre original : Nel nome del padre
- Réalisation : Marco Bellocchio
- Scénario : Marco Bellocchio
- Photographie : Franco Di Giacomo
- Montage : Franco Arcalli
- Musique : Nicola Piovani
- Production : Franco Cristaldi
- Société de production : Vides Cinematografica
- Format : Couleurs (Eastmancolor)
- Genre : Film dramatique
- Durée : 105 minutes environ
- Année : 1971
- Dates de sortie : 
  -  Italie : 7 septembre 1972
  -  France : février 1973

## Distribution
- Yves Beneyton : Angelo
- Aldo Sassi : Franc
- Renato Scarpa : le père Corazza
- Laura Betti : la mère de Franc
- Piero Vida : Bestias
- Lou Castel : Salvatore
- Marco Romizi : Gamma